# Phare de Boat Bluff
Le phare de Boat Bluff est une station de signalisation maritime canadienne sur une île côtière de la province de Colombie-Britannique. Le phare est actif depuis 1907 et gardé depuis 1930. Il participe à sécuriser l'importante navigation sur le chenal du Passage Intérieur. Il se situe à proximité du village amérindien de Klemtu dans le district régional de Kitimat-Stikine.

## Situation
Le phare de se situe à 6 km au nord du village de Klemtu, en bordure du chenal de navigation du Passage Intérieur, à la pointe sud-ouest de l'île Sarah. L'île Sarah s'étend sur un axe nord-sud sur près de 27 km de long et 5 km de large pour une superficie de 96 km2. Son relief très marqué culmine vers 850 m, dominant les chenaux marins: à l'est le chenal Finlayson et à l'ouest le chenal Tolmie. Boat Bluff dépend de l'aire électorale C du district régional de Kitimat-Stikine de la province canadienne de la Colombie-Britannique,,.
Le phare guide les navires venant du sud en direction du port de Prince Rupert en marquant l'entrée étroite du chenal Tolmie sur le chenal Finlayson.  Il fait partie des nombreux feux qui jalonnent le Passage Intérieur. Contrairement à Boat Bluff, il s'agit généralement de tours non gardées de plus petites dimensions. Ainsi à peine 3 km au sud, sur l'île Jane, le feu de la pointe Reef le précède tandis qu'à 3,5 km au nord le feu de Parry Patch lui succède,,.

## Histoire
Au début du XXe siècle, la navigation se développe sur le Passage Intérieur en relation avec l'exploitation économique de la région : pêcheries et conserveries de saumons, bucheronnage, mines. Des balises sont édifiées pour sécuriser la navigation sur cette voie très fréquentée.
Le premier phare de Boat Bluff est établi en 1907, il s'agit alors d'une structure en acier non gardée. La première tour gardée date de 1930, tandis que l'actuelle structure date de 1979. Ce phare est classé comme phare patrimonial au titre de la loi sur la protection des phares patrimoniaux en date du 29 mai 2015.
En février 1936, la goélette deux-mâts Maid of Orleans navigue dans le passage Intérieur vers le nord, elle est prise dans une tempête de neige. Le bateau est privé de visibilité, il ne voit ni le feu du phare ni n'entend la corne de brume. Il heurte la côte et sombre à la marée descendante. Les quinze passagers et l'équipage sont évacués sur les canots de sauvetage et recueillis par le gardien et sa femme.

## Le phare et ses annexes
Cette station de signalisation maritime comprend outre le phare : deux maisons de deux étages pour les gardiens, des cuves à fioul, des panneaux solaires, une salle des machines, un hangar à bateau. L'accès est facilité par une hélisurface ainsi que de modestes installations portuaires comprenant une jetée et une grue,,,.
Le phare actuel est situé sur la berge. On peut distinguer de bas en haut trois parties. La partie basse en béton peinte en rouge est constitué d'une plateforme carrée, reposant sur quatre piliers ancrés sur les rochers du rivage. La partie médiane est un pylône caractéristique, en forme de pyramide élancée et tronquée à son extrémité supérieure. Il est formé d'une simple ossature de poutrelles d'aluminium, non peinte, en claire-voie de 7 m de haut. Enfin, la partie sommitale comprend une seconde plate-forme carrée plus petite que la précédente ainsi que le feu,.
Ce phare est géré par la Garde côtière canadienne qui le répertorie sous l'identifiant 640. Dans la classification internationale maintenue par l'Amirauté britannique, il est répertorié sous le code G-5720. Il est aussi répertorié par l'Amateur Radio Lighthouse Society (société radioamateur des phares) sous l'identifiant CAN-048 et  la National Geospatial - Intelligence Agency (agence nationale de renseignement géospatial américaine) sous l'identifiant 12 000,. Le phare n'est pas accessible au public,.

## Caractéristiques des signaux maritimes
Son feu à occultations émet, à une hauteur focale de 11,6 m, un éclat blanc et rouge, selon secteurs, à la fréquence d'un éclat toutes les 5 secondes. Cette période de 5 secondes se découpe en une séquence de lumière durant 4 secondes suivie d'une brève séquence d'obscurité durant une seconde. Sa portée nominale est de 7 milles nautiques (environ 13 km),.

## Station météorologique et climat
Boat Bluff fait aussi office de station météorologique. Les relevés effectués par les gardiens du phare sont utilisés pour la navigation maritime et aérienne dans la zone. 
Le climat de Boat Bluff est tempéré hyper-océanique, classé Cfb dans la classification de Köppen marqué par des précipitations extrêmement abondantes, dépassant au cumul annuel les 5 m. Ces précipitations abondantes sont à mettre en relation avec la proximité de la pleine mer : 25 km et des montagnes de la chaîne Côtière. Les températures restent douces toute l'année. Les moyennes mensuelles y sont toujours positives et dépassent à peine 15° en été. Toutefois la douceur du climat n'exclut ni des chutes de neige ni des épisodes de grands froids en hiver. Ces données sont celles du rivage, dans les montagnes dominant l'île Sarah le climat est plus rigoureux.
| Mois                                  | jan.     | fév.       | mars     | avril     | mai       | juin      | jui.      | août     | sep.    | oct.      | nov.       | déc.      | année            |
| ------------------------------------- | -------- | ---------- | -------- | --------- | --------- | --------- | --------- | -------- | ------- | --------- | ---------- | --------- | ---------------- |
| Température minimale moyenne (°C)     | 1,2      | 1,2        | 2,2      | 3,9       | 6,6       | 9         | 10,8      | 11,1     | 9,4     | 6,4       | 2,9        | 1,4       | 5,5              |
| Température moyenne (°C)              | 3,6      | 3,9        | 5,3      | 7,4       | 10,4      | 12,9      | 14,7      | 15,1     | 12,8    | 9         | 5,2        | 3,6       | 8,7              |
| Température maximale moyenne (°C)     | 6        | 6,6        | 8,3      | 10,9      | 14,1      | 16,6      | 18,7      | 19       | 16,2    | 11,7      | 7,6        | 5,8       | 11,8             |
| Record de froid (°C) date du record   | −16 1989 | −17,5 1989 | −14 2003 | −1 2000   | −1 2003   | 4 1999    | 5,5 1979  | 6,5 1983 | 4 1983  | −7,6 1984 | −20,2 1985 | −14 1996  | −20,2 26/11/1985 |
| Record de chaleur (°C) date du record | 18 2003  | 17 1993    | 20 1994  | 25,5 1989 | 31,5 1983 | 33,5 2004 | 32,5 1990 | 33 1993  | 30 1989 | 21 1992   | 16,5 1979  | 15,5 2005 | 33,5 18/06/2004  |
| Précipitations (mm)                   | 601,9    | 428,5      | 428,4    | 389,1     | 257,7     | 226,2     | 179,8     | 231,4    | 366     | 631,8     | 677,8      | 628,1     | 5 046,8          |
| dont neige (cm)                       | 27,4     | 28,3       | 13,9     | 2,3       | 0         | 0         | 0         | 0        | 0       | 1,9       | 7,6        | 21,9      | 103,2            |
| Nombre de jours avec précipitations   | 23,3     | 19,6       | 22,9     | 21,4      | 19,7      | 17,8      | 16,7      | 17,4     | 19,4    | 24,7      | 24,9       | 24,9      | 252,6            |
| Nombre de jours avec neige            | 4        | 3,7        | 3,3      | 1         | 0,04      | 0         | 0         | 0        | 0       | 0,31      | 2          | 4,2       | 18,4             |

| Diagramme climatique                                  |             |             |              |              |            |               |             |            |              |             |             |
| J                                                     | F           | M           | A            | M            | J          | J             | A           | S          | O            | N           | D           |
| 61,2601,9                                             | 6,61,2428,5 | 8,32,2428,4 | 10,93,9389,1 | 14,16,6257,7 | 16,69226,2 | 18,710,8179,8 | 1911,1231,4 | 16,29,4366 | 11,76,4631,8 | 7,62,9677,8 | 5,81,4628,1 |
| Moyennes : • Temp. maxi et mini °C • Précipitation mm |             |             |              |              |            |               |             |            |              |             |             |